# Qeelin
Qeelin es una empresa de joyería de lujo fundada en 2004 en Hong Kong por Dennis Chan y Guillaume Brochard. Sus productos utilizan símbolos místicos o supersticiosos arraigados en la cultura de china. El nombre Qeelin proviene del qilin (麒麟), una legendaria criatura con garras de la mitología china.
La empresa tiene su sede en Hong Kong y es propiedad del grupo francés de lujo Kering. Christophe Artaux es su director ejecutivo desde 2015 y Dennis Chan, su director creativo desde 2004.